# 木村徳応
木村 徳応（きむら とくおう、文禄2年（1593年） - 没年不詳）は、日本の江戸時代前期に活躍した絵仏師。

## 略伝
京都出身。姓は木村、号は徳応。ただし、落款に「木村」と署名された作品は確認されていない。時期は不明だが、法橋に任じられている。貞享2年（1685年）9月出版の『京羽二重』には、「錦小路室町西へ入 同 徳應」とある。また、この前後に木村了琢、木村左京（木村徳悦）、木村永玄とあり、木村姓を名乗る複数の絵師集団の一人だったことがわかる。彼らは江戸時代前期の大規模寺社造営に狩野派と共に深く関わり、彩管を振るった。
寛永13年（1636年）から天和元年(1681)まで45年という長い期間にわたり作品が確認されている。『畫人傳補遺』では、「諸宗の祖像を克く写す、諸山に多く蔵せり、仏画師中の健筆たり」とある。実際、頂相をはじめ作品数が多く、京都を中心に活動していたにもかかわらず所蔵場所は全国に散らばっている。絵の描写も謹直・丁寧で質も高いが、生動感にやや欠ける傾向がある。
弟子に「徳応二世」を名乗った木村徳栄（貞綱）がいる。

## 作品
| 作品名                           | 技法         | 形状・員数 | 寸法（縦x横cm）                                 | 所有者               | 年代                                  | 落款                                 | 印章                                   | 備考 |
| -------------------------------- | ------------ | ---------- | ----------------------------------------------- | -------------------- | ------------------------------------- | ------------------------------------ | -------------------------------------- | --- |
| 慈恵大師像                       | 絹本著色     | 1幅        | 85.5x41.0                                       | 真福寺 (岡崎市)      | 1634年（寛永11年）以前                | 無（裏貼紙寄進銘に法橋徳応の名有り） | 無                                     | 青蓮院門跡尊純□后賛 |
| 月船玄櫺像                       | 絹本著色     | 1幅        | 106.1x50.0                                      | 自性寺（中津市）     | 1636年（寛永13年）                    | 無                                   | 「徳應」印・「繪所」印                 | 嶺南崇六賛 |
| 五百羅漢図                       | 絹本著色     | 6幅        |                                                 | 大徳寺               | 1638年10月29日（寛永15年9月22日）寄進 | 無                                   | 無                                     | 大徳寺住持・天祐紹杲の依頼による南宋時代の作品の補作。補作ではあるが、2図は失われた図様を忠実に継承し、2図も何らかの淵源があったと見なせることから、もう2図も当初の図様がある程度反映していると考えられる。 |
| 沢庵宗彭像                       | 絹本著色     | 1幅        | 119.2x52.1                                      | 祥雲寺（堺市）       | 1639年（寛永16年）                    | 無（当初の箱書きに法橋徳応）         | 無                                     | 自賛 |
| 喝堂全用像                       | 絹本著色     | 1幅        | 115.4x52.8                                      | 定光寺（瀬戸市）     | 1651年（慶安4年）                     | 「法橋徳応筆」                       | 「徳応」朱文八角印                     | 自賛。 |
| 大淵玄弘像                       | 絹本墨画淡彩 | 1幅        | 85.5x36.6                                       | 個人                 | 1652年（承応元年）                    | 「法橋徳応筆」                       | 「徳応」朱文八角印                     | 自賛。細川家の菩提寺の一つ泰勝寺伝来。 |
| 龍渓性潜像                       | 紙本著色     | 1幅        | 124.6x52.5                                      | 慶瑞寺（高槻市）     | 1655年（承応5年）                     | 「法橋徳応筆」                       | 「徳応」朱文八角印                     | 自賛 |
| 乳峰義元像                       | 絹本著色     | 1幅        | 119.0x52.1                                      | 個人                 | 1656年（明暦元年）                    | 「法橋徳応筆」                       | 「徳応」朱文八角印                     | 呑海首座賛 |
| 大顛和尚像                       |              | 1幅        |                                                 | 東観音寺             | 1659年（万治元年）                    | 「法橋徳応筆」                       |                                        | 愚堂東寔賛 |
| 千山玄松像                       | 紙本著色     | 1幅        |                                                 | 龍華院（京都市）     | 1660年（万治3年）                     | 「法橋徳応筆」                       | 「徳応」朱文八角印                     | 自賛 |
| 翠巌宗珉像                       |              |            |                                                 | 大徳寺龍光院         | 1661年（寛文元年）                    | 無                                   | 無                                     | 無款だが、下記の翠巌宗珉との比較から徳応筆と推測される。衆徒の求めで制作されたため、衣や曲録、沓台が下記の作品より豪華で、顔立ちも若い。                                                                    |
| 隠元隆琦                         | 絹本著色     | 1幅        |                                                 | 定額寺（姫路市）     | 1662年（寛文2年）                     | 「法橋徳応筆」                       |                                        | 自賛 |
| 翠巌宗珉像                       | 絹本著色     | 1幅        | 104.8x44.2                                      | 大徳寺龍光院         | 1664年8月29日（寛文4年7月9日）着賛    | 「法橋徳応筆」                       | 「徳応」朱文八角印                     | 自賛。閑徹宗安が翠巌に賛を請ったもの。下記と違い「病床」の文字がない。 |
| 翠巌宗珉像                       | 絹本著色     | 1幅        | 96.7x41.4                                       | 龍光院 (京都市北区)  | 1664年8月29日（寛文4年7月9日）着賛    | 「法橋徳應筆」                       | 「徳應」朱文八角印                     | 自賛。月渓宗呑が翠巌に賛を請ったもの。賛の末尾に濃墨で大きくもたどたどしく「病床」と加え、翠巌が同月24日に亡くなることから、遺偈に近い心境で記されたと推測される。                                          |
| 伝誉上人像                       | 絹本著色     | 1幅        | 97.0x48.2                                       | 大雲院 (京都市)      | 1664年（寛文4年）                     | 「法橋徳應筆」                       | 「徳應」朱文八角印                     | |
| 聖観音像                         |              | 1幅        |                                                 | 東京国立博物館       | 1664年（寛文4年）                     |                                      |                                        | 隠元賛 |
| 涅槃図                           | 紙本著色     | 1幅        | 298.2x237.0（画面のみ） 382.3x272.3（描表装含） | 安国寺（熊本市）     | 萬福寺本より前か                      | 「繪所法橋徳應謹製」                 | 「徳應」朱文八角印・「應橋」白文長方印 | 細川家の菩提寺の一つ妙解寺伝来。安国寺には貞綱筆の「八相図」もある。 |
| 涅槃図                           | 絹本著色     | 1幅        | 442.0x325.0（画面のみ） 559.0x361.5（描表装含） | 萬福寺               | 1665年1月30日（寛文4年12月15日）      | 「行年七十二法橋徳應筆」             | 「應橋」白文長方印・「徳應」朱文八角印 | 同寺の2月15日に開かれる涅槃会で使用。 |
| 伊達忠宗像                       | 絹本著色     | 1幅        | 103.0x36.9                                      | 個人                 | 1665年（寛文5年8月）賛                | 「法橋徳應筆」                       | 「徳應」朱文八角印                     | 洞水東初賛。元は下記の慶雲院像と対幅。 |
| 慶雲院像                         | 絹本著色     | 1幅        | 104.7x37.4                                      | 京都大学総合博物館   | 1665年（寛文5年8月）賛                | 「法橋徳應筆」                       | 「徳應」朱文八角印                     | 洞水東初賛。慶雲院（1613-1706）は伊達忠宗の側室で、賛と同年の制作で慶雲院53歳の寿像か。 |
| 一絲文守像                       | 絹本著色     | 1幅        | 96.1x33.8                                       | 法雲院(京都)         | 1665年（寛文5年）                     | 「法橋徳應筆」                       | 「徳應」朱文八角印                     | 如雪文岩賛 |
| 如雪文岩像                       | 絹本著色     | 1幅        | 96.1x33.8                                       | 法雲院(京都)         | 1665年（寛文5年）                     | 「法橋徳應筆」                       | 「徳應」朱文八角印                     | |
| 釈迦誕生図                       | 絹本著色     | 1幅        | 404.0x305.6                                     | 大雲院 (京都市)      | 1667年（寛文7年）                     | 「行年七十五 絵所法橋徳應筆」        | 「徳應」朱文八角印・朱文円印           | |
| 密雲・費隠・隠元三和尚像         | 絹本著色     | 3幅対      |                                                 | 瑞聖寺               | 1667年（寛文7年）                     |                                      |                                        | 隠元賛 |
| 木庵性瑫                         |              | 1幅        | 128.3x52.4                                      | 法雲寺 (堺市)        | 1667年（寛文7年）                     | 「法橋徳應筆」                       | 「徳應」朱文八角印                     | 自賛 |
| 別峰紹因                         | 絹本著色     | 1幅        | 112.1x50.4                                      | 永源寺               | 1671年（寛文11年）                    |                                      |                                        | 如雪文岩賛 |
| 隠元和尚法像                     | 絹本著色     | 1幅        | 115.2x51.6                                      | 覚苑寺（下関市）     | 1673年（寛文13年）以前                | 「法橋徳應筆」                       | 「徳應」朱文八角印                     | 自賛 |
| 隠元像                           | 絹本著色     | 1幅        | 102.9x35.9                                      | 円通寺（北九州市）   | 1673年（寛文13年）以前                | 「法橋徳應筆」                       | 「徳應」朱文八角印                     | 自賛 |
| 隠元和尚法像                     | 絹本著色     | 1幅        |                                                 | 大雄庵（浜松市）     | 1673年（寛文13年）以前                | 「法橋徳應筆」                       |                                        | 自賛 |
| 隠元自題法像                     | 絹本著色     | 1幅        |                                                 | 個人                 | 1673年（寛文13年）以前                | 「法橋徳應筆」                       | 「徳應」朱文八角印                     | 自賛 |
| 虎関師錬像                       |              | 1幅        |                                                 | 東福寺本坊           | 1673年（寛文13年）                    | 「法橋徳應筆」                       | 「徳應」朱文八角印                     | 隠元隆琦賛 |
| 尊慧慈心                         | 絹本著色     | 1幅        | 94x37                                           | 思文閣               | 1681年（天和元年）                    | 「法橋徳應筆」                       |                                        | 慧林性機賛 |
| 萬亀惟鑑                         | 絹本著色     | 1幅        | 108.0x51.8                                      | 龍潭寺 (彦根市)      |                                       | 「法橋徳應筆」                       | 「徳應」朱文八角印                     | |
| 隠元像                           |              |            |                                                 | 祥應寺（国分寺市）   |                                       |                                      |                                        | |
| 隠元像                           |              |            |                                                 |                      |                                       |                                      |                                        | 自賛 |
| 隠元像                           |              |            |                                                 |                      |                                       |                                      |                                        | 自賛 |
| 湘雪守玩像                       |              | 1幅        |                                                 | 成道寺 (熊本市)      |                                       |                                      |                                        | |
| 保寿院（細川忠利夫人）像         |              | 1幅        |                                                 | 永青文庫             |                                       |                                      |                                        | |
| 弁財天像                         | 絹本著色     | 1幅        | 100.0x39.8                                      | 若宮修古館（郡上市） |                                       | 「法橋徳應筆」                       | 「徳應」朱文八角印                     | |
| 仁和寺観音堂壁画                 |              |            |                                                 | 仁和寺               |                                       |                                      |                                        | |
| 二天図（十一面観音立像厨子扉絵） | 板絵金地著色 | 2面        | 193.0x72.5（各）                                | 平等院               |                                       | 「法橋徳應筆」                       | 「徳應」朱文八角印                     | |
| 天台大師像                       |              |            |                                                 | 延暦寺               |                                       |                                      |                                        | |
| 天台大師像                       |              |            |                                                 | 個人                 |                                       |                                      |                                        | |
| 不動明王像                       | 絹本墨画淡彩 | 1幅        | 187.5x78.3                                      | 西國寺（尾道市）     |                                       | 「法橋徳應製」                       | 「繪所」白文円印・「徳應」朱文八角印   | |
| 普賢延命菩薩像                   | 絹本著色     | 1幅        | 121.5x79.8                                      | 周防国分寺（防府市） |                                       | 「法橋徳應製」                       | 「徳應」朱文八角印                     | |
| 白衣観音図                       | 絹本墨画     | 1幅        | 98.458.6                                        | 永源寺               |                                       |                                      |                                        | |
| 釈迦三尊図                       | 紙本著色     | 1幅        |                                                 | 雲龍院               |                                       | 「法橋徳應謹製」                     | 「徳應」朱文八角印                     | |